# Faluv
Faluv (mađ. Ófalu, nje.Ohwala) je selo u južnoj Mađarskoj.
Zauzima površinu od 9,85 km četvornih.

## Zemljopisni položaj
Nalazi se na 46°13' sjeverne zemljopisne širine i 18°32' istočne zemljopisne dužine, na istočnim obroncima Zenga. Feketić je 6 km istočno, a Mečka 3,5 km u istom smjeru. Idoš je 6 km sjeverno, a Nadoš 3 km zapadno.

## Upravna organizacija
Upravno pripada Pečvarskoj mikroregiji u Baranjskoj županiji. Poštanski broj je 7695.

## Stanovništvo
Faluv ima 346 stanovnika (2001.). 
1910. je imalo veliku zajednicu Nijemaca: od 800 stanovnika, 747 su bili Nijemci, a 53 Mađari. 675 su bili katolici, a 118 evangelista.

### Poznate osobe
- Jenő Kaltenbach (1947.- )

## Vanjske poveznice
- (mađ.) Ófalu Önkormányzatának honlapja[neaktivna poveznica]
- (mađ.) Ófalu a Vendégvárón  Arhivirana inačica izvorne stranice od 8. prosinca 2003. (Wayback Machine)
- Faluv na fallingrain.com